# Волконский, Фёдор Фёдорович Мерин
Князь Фёдор Фёдорович Волко́нский († февраль 1665, Казань) — русский военный и государственный деятель, наместник, воевода, окольничий, боярин и дипломат в Смутное время, и во времена правления Михаила Фёдоровича,и Алексея Михайловича.
Старший сын воеводы князя Фёдора Ивановича Мерина Волконского. Имел братьев, князей: окольничий Пётр Фёдорович, воевода Иван Фёдорович и сестра княжна Мария Фёдоровна.

## Биография
Воевода в Мценске (1605). Стряпчий, участник московского осадного сидения (1618). Участвовал в разрешении местнического спора между боярином князем Дмитрием Пожарским и стольником Юрием Татищевым (1618). Стольник (1621). Исполнял дворцовые должности (1621-1629): рында в белом платье при приёме и отпуске послов, «смотрел в обеденные столы» и.т.д. На двух свадьбах царя Михаила Фёдоровича был у царского коровая (1625 и 1626). Местничал с Максимом Петровичем Крюковым (май 1625). Ходил в село Рубцово для освещения церкви Покрова Пресвятой Богородицы и после освящения приглашён к столу Государя (29 октября 1626). Участник приёма шведского посла (25 ноября 1626), в том же году поместный оклад его 650 четвертей. Рында по правую руку от Государя при отпуске датского посла (февраль и март 1627), отчего «бил челом» на князей Пожарских «на поруху от такого назначения» и по проигранному делу отсидел день в тюрьме, тоже при приёме английского посла с князьями Ромодановскими (июнь 1627). Воевода в Ливны (1629—1631). Рында на отпуске турецкого посла (28 июня 1632). Второй воевода в Калуге и указано ему вместе с князем Ф. С. Куракиным идти против королевича Владислава, который пришёл под Смоленск (1633), перед походом приняты Государём. После капитуляции русской армии во главе с боярином М. Б. Шеиным под Смоленском, будучи воеводой в крепости Белая (1633-1634), в течение 59 дней отбивал приступы польского войска под командой королевича Владислава IV Вазы, за что пожалован в окольничие (08 июль 1634), получив в подарок шубу на золотом атласе, серебряный кубок и вотчины 700 четвертей. В звании наместника калужского вёл переговоры с литовскими послами (1635), с послами Гольштейна (1636). Воевода и окольничий в Путивле (1636). Находится с посольством в Грузии (1637—1639), в составе делегации — архидиакон Арсений Суханов. В звании наместника муромского вёл переговоры с крымскими послами (1639). Возглавлял несколько приказов: Челобитный (с 1634), Литовский, Сыскной, Большого прихода, Сбора даточных людей. Наименован калужским наместником (24 февраля 1635). Принимал литовских послов и вёл с ними переговоры (март 1635). Поставлен во главе Казачьего приказа (1640-1645). Во главе комиссии направлен в Путивль для межевания спорных земель с Литвой (25 мая 1642), где с ним местничал ясельничий Б. Ф. Болтин. Местничал с Кузьмой Андреевичем Трусовым (1642—1643). Послан в Астрахань к князю Б. А. Репнину в «товарищи», по случаю прихода туда калмыков (07 апреля 1643-1647), где местничал с ним М. П. Вердеревский. Присутствовал на свадьбе царя Алексея Михайловича с М. И. Милославской (16 января 1648). Назначен членом комиссии по составлению Соборного Уложения вместе с князьями Н. И. Одоевским и С. В. Прозоровским (16 июль 1648). Направлен в Заонежье, которому угрожали шведы (1649). Руководил строительством Олонецкой крепости, воевода в Олонце (до 31 декабря 1649).
Прибыл из Москвы в Псков для сыска участников «хлебного бунта» (30 марта 1650). Псковичи обругали его, нанесли ему несколько ударов и отняли у него грамоту, в которой приказано было ему казнить виновных. Псковичи, прочитав эту грамоту, закричали: «Мы скорее казним здесь того, кто будет прислан из Москвы казнить нас!», после чего Волконский был схвачен восставшими и посажен в тюрьму.
После возвращения, первым в роду получил боярское достоинство (21 декабрь 1651). Сопровождал Государя в Савин монастырь (январь 1652). Вместе с боярином князем Б. А. Репниным отправлен великим послом в Речь Посполитую с титулом муромского наместника (24 апреля 1653), а после возвращения назначен (18 декабря 1653) вторым воеводой в Киев (с 23 марта 1654 по 30 апреля 1655), где принимал активное участие в военных действиях против Польши (1654—1656). Действуя на правом фланге армии гетмана Богдана Хмельницкого, захватил литовские города Столин, Туров, Давид-Городок и Пинск. В составе «великого посольства» боярина князя Н. И. Одоевского вёл переговоры с послами Дании (29 января и 26 апреля 1658), а затем послан третьем в Вильно (07 мая 1658), безуспешно пытаясь склонить посланников польского короля к «вечному докончанию», то же с князем Одоевским и Шереметьевым в Борисове на реке Березине (1660). Местничал с Ф.И. Колтовским по поводу назначения в посольство (1660).
Строил церковь Спаса Нерукотворного образа в Заиконоспасском монастыре (1662). Выехал в Казань водным путём с ратными людьми для усмирения бунтовавших башкир (12 сентября 1662) и ходил оттуда к Уфе и Мензелинску. Воевода в Уфе (1662—1663), руководил подавлением башкирского восстания 1662—1664 годов. Воевода в Мензелинске (с 29 октября по 18 ноября 1663).
Владел поместьями в Московском уезде и вотчинами в Галицком уезде.
Умер в Казани, приехав из Мензелинска († февраль 1665). Царь послал вдове 200 рублей и шубу бархатную на соболях в 200 рублей, чтоб та прикрыла ею гроб мужа. Имя его внесено в синодики Спасо-Андроникова и Николо-Угрешского монастырей.

## Семья
Дети:
- Сын: Князь Волконский Андрей Фёдорович — умер на службе в Астрахани.
- Дочь: Княжна Прасковья Фёдоровна († 1667) — замужем за князем Дмитрием Фёдоровичем Щербатовым.

## Критика
Довольно трудно разобраться в двух современниках с одинаковыми именами и отчествами. Волконский Фёдор Фёдорович (№ 110) окольничий и воевода, внук Юрия и правнук Перфилия. Представленный князь Фёдор Фёдорович Волконский Мерин (№ 96), пожалован в бояре (1650), внук князя Ивана Чёрного (№ 14). Первый сказан в окольничие за Белёвскую службу (1634), второй (1636), вследствие чего они в течение 14 лет являются двумя лицами с одним именем и отчеством. Прозвище «Чёрный» не перешло в узаконенное родовое имя, и упоминается в представленной родословной в Палату родословных дел (1686). Родословие и челобитье, благодаря упоминанию не только отчества каждого лица, но и повторению имени деда и прадеда, а иногда и родоначальника, вероятно, позволяют отождествлять данную информацию с Фёдором Фёдоровичем (№ 110) внуком Перфильева.
Ещё большую путаницу вносят года смерти: 1-й Фёдор Фёдорович, боярин умер в Казани при усмирении уфимских башкир († 1665), 2-й Фёдор Фёдорович, окольничий, умер в Астрахани при усмирении астраханских калмыков († 1665).